# Ixora stipulata
Ixora stipulata är en måreväxtart som först beskrevs av Vell., och fick sitt nu gällande namn av Johannes Müller Argoviensis. Ixora stipulata ingår i släktet Ixora och familjen måreväxter. Inga underarter finns listade i Catalogue of Life.